# 경주 알천제방수개기
경주 알천제방수개기(慶州 閼川堤防修改記)는 대한민국 경상북도 경주시 동천동에 있는 비문이다. 2018년 2월 22일 경상북도의 유형문화재 제516호로 지정되었다.

## 지정 사유
이 유적은 1707년(숙종 33) 주민들이 경주시내의 홍수를 예방하고자 알천 제방을 수리하고 부역한 것을 기념하여 새긴 비문이다. 세 개의 바위 면에 90여 자로 부역 내용과 참여하여 지휘한 사람들의 인명 등을 기록하였다. 유적의 위치는 경주 금학산의 남쪽 자락 끝의 돌출된 부분으로서, 이곳의 지형적 원인으로 인해 경주 시내 홍수에 영향을 미쳤으므로 그 자리에 알천수개기를 새긴 것으로 판단된다.
알천수개기는 위치의 지형적 중요성뿐만 아니라 알천의 홍수 역사와 인근 문화재와 관련한 학술적 연구에도 중요한 자료이다.

## 참고 문헌
- 경주 알천제방수개기 - 국가유산청 국가유산포털